# Ziolkowski-Medaille
Die Ziolkowski-Medaille (russisch Знак Циолковского) ist die höchste Auszeichnung der Russischen Raumfahrt-Agentur Roskosmos. Sie ist benannt nach dem Raumfahrtpionier Konstantin Eduardowitsch Ziolkowski (1857–1935), der wichtige theoretische Grundlagen der Raumfahrt herleitete.
Die Medaille wurde ursprünglich von der Russischen Akademie der Wissenschaften vergeben. 1954 wurde auf einer Sitzung des Präsidiums der Akademie beschlossen, alle drei Jahre eine Ziolkowski-Medaille an in- und ausländische Wissenschaftler zu vergeben, die sich im Bereich des interplanetaren Verkehrs verdient gemacht haben.
Nach Gründung von Roskosmos wurde die Vergabe der Ziolkowski-Medaille ab dem Jahr 2002 von der Agentur übernommen. Sie wird verliehen an Mitarbeiter der russischen Raumfahrtindustrie, die einen bedeutenden Beitrag und aktive Mitwirkung bei der Grundlagenforschung auf dem Gebiet der Eroberung und Nutzung des Weltraums vorweisen können, sowie an Ausländer für einen bedeutenden Beitrag bei der Durchführung wissenschaftlicher Weltraumforschung.
Weitere von Roskosmos vergebene Auszeichnungen sind:
- Koroljow-Medaille (Знак Королёва)
- Gagarin-Medaille (Знак Гагарина)
- Medaille für die Sicherstellung von Raumflügen (Знак «За обеспечение космических полетов»)
- Medaille für die Förderung der Raumfahrt (Знак «За содействие космической деятельности»)
- Medaille für Internationale Zusammenarbeit in der Raumfahrt (Знак «За международное сотрудничество в области космонавтики»)

## Bekannte Preisträger
- Juri Gagarin, erster Mensch im Weltraum
- John Glenn, erster US-Amerikaner im Weltraum
- Sergei Koroljow, Chefkonstrukteur des russischen Raumfahrtprogramms
- Todd B. Hawley, Mitbegründer der International Space University
- Peter Diamandis, US-amerikanischer Luftfahrtingenieur, Vorstand der X-Prize Foundation
- 1978: Alexei Gubarew, sowjetischer Kosmonaut[4]
- 1978: Georgi Gretschko, sowjetischer Kosmonaut[4]
- 1978: Pjotr Klimuk, sowjetischer Kosmonaut[4]
- 1982: Hans Barth, deutscher Wissenschaftsautor
- 1987: Joachim Trümper, deutscher Astrophysiker[5]
- 1998: Erna Roth-Oberth, siebenbürgisch-deutsche Juristin[6]
- Carl Sagan, US-amerikanischer Astronom, Astrophysiker und Exobiologe
- 2007: Gregor Morfill, deutscher Astrophysiker[7]
- Cornelis de Jager, niederländischer Astronom
- 2014: Josef Eberhardsteiner, österreichischer Werkstoffwissenschaftler und Hochschullehrer